# Абу-Кемаль
Абу-Кемаль (араб. البوكمال) — місто на сході Сирії, на кордоні з Іраком, розташоване на території мухафази Дайр-ез-Заур.

За 9 кілометрів на північний захід від міста розташовані руїни стародавнього міста Марі.

## Географія
Місто розташоване в південно-східній частині мухафази, на південному краю плато Джезіре, на правому березі Євфрату. Абсолютна висота — 174 метра над рівнем моря.

Абу-Кемаль розташоване на відстані приблизно 115 кілометрів на південний схід від Дайр-ез-Заура, адміністративного центру провінції і на відстані 430 кілометрів на схід-північний схід (ENE) від Дамаску, столиці країни.

## Демографія
За даними останнього офіційного перепису 1981 року, населення становило 17 507 осіб.
Динаміка чисельності населення міста по роках:
| 1960  | 1970   | 1981   | 2003   | 2012   |
| ----- | ------ | ------ | ------ | ------ |
| 8 226 | 12 811 | 17 507 | 52 020 | 64 199 |

## Історія
За часів існування Римської імперії місто було важливим пунктом її торгівлі з Індією. Пізніше місто було завойоване царицею Пальміри Зенобією і було включено нею до складу свого царства.
При Муавії місто було включене до складу Сирії (провінції Халіфату).
У період османського панування, Абу-Кемаль був центром повіту (кази). У 1921 році в місті був розміщений французький гарнізон. У 1946 році Абу-Кемаль став частиною незалежної Сирії.